# Philomedes interpuncta
Philomedes interpuncta är en kräftdjursart som först beskrevs av Baird.  Philomedes interpuncta ingår i släktet Philomedes och familjen Philomedidae. Inga underarter finns listade i Catalogue of Life.